# Oxytropis leptophylla
Oxytropis leptophylla är en ärtväxtart som först beskrevs av Pall., och fick sitt nu gällande namn av Dc. Oxytropis leptophylla ingår i släktet klovedlar, och familjen ärtväxter.

## Underarter
Arten delas in i följande underarter:
- O. l. leptophylla
- O. l. turbinata